# Dan Murphy (Mediziner)

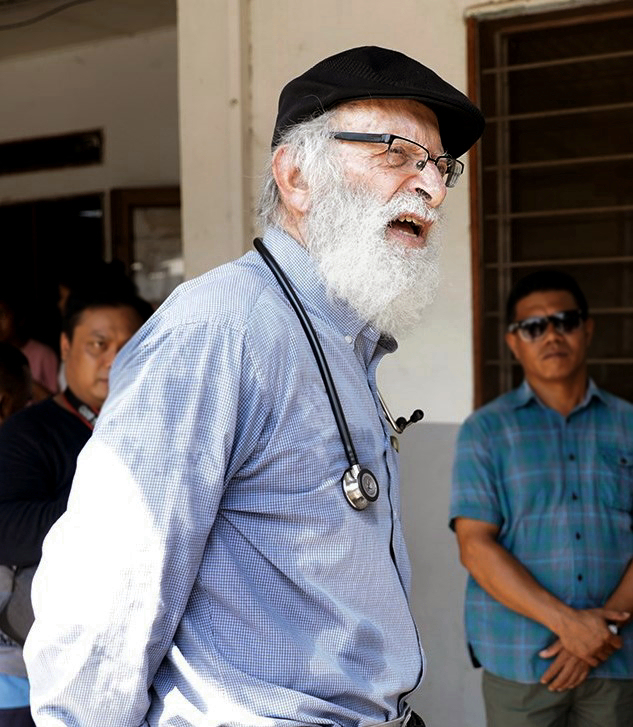
Dan Murphy (2019)

Dan Murphy (* 23. September 1944 in Alton, Iowa, Vereinigte Staaten; † 14. April 2020 in Dili, Osttimor), eigentlich Daniel John Murphy, genannt Dr. Dan, war ein US-amerikanischer Arzt, der in Osttimor praktizierte.

## Werdegang

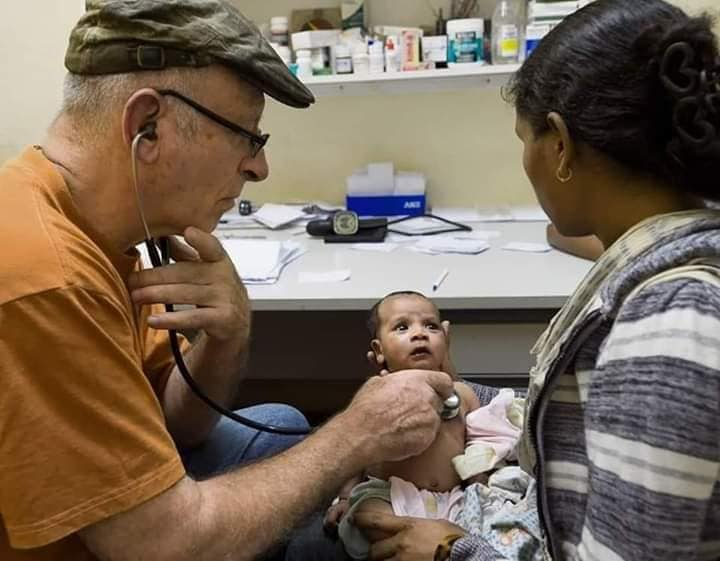
Dr. Dan bei der Untersuchung

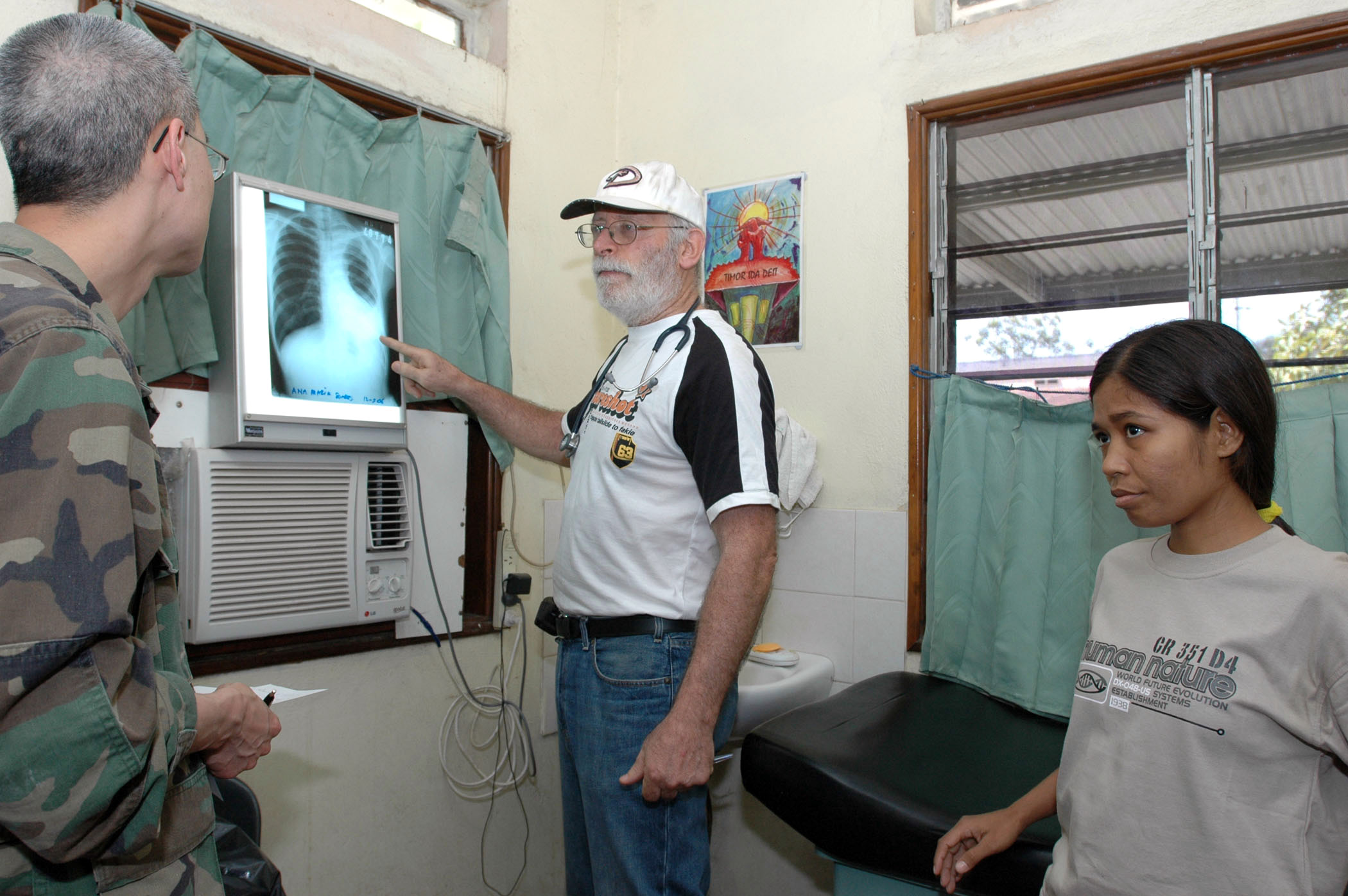
Besprechung einer Röntgenaufnahme in der Klinik

Murphy entstammte einer katholischen Familie mit irisch-deutschen Wurzeln und wuchs in ländlicher Umgebung auf; sein Geburtsort Alton hatte weniger als 1000 Einwohner. Er war das mittlere von fünf Kindern des Arztes Cornelius B. Murphy und der Krankenschwester Ethel, geborene Koelzer; sie starb, als er noch ein Kind war. Sein Vater war der einzige Arzt in der Umgebung und brachte während seiner Berufslaufbahn mehr als 5000 Kinder zur Welt. Dan Murphy spielte an der örtlichen St. Mary’s High School Basketball und erhielt als Basketballspieler ein Teilstipendium an der University of St. Thomas (Minnesota), wo er zwei Jahre Naturwissenschaften studierte. Danach wechselte er zum Medizinstudium an die University of Iowa.
Der Vietnamkrieg beeinflusste Murphy politisch und in seinen sozialen Ansichten. Nach Abschluss der Medical School der University of Iowa 1971 absolvierte er ein Praktikum an einem Krankenhaus in New York. Hier schloss er sich den Protesten gegen den Krieg an. Als er im selben Jahr zur Musterung geladen wurde, verweigerte er den Kriegsdienst aus Gewissensgründen und wurde deswegen zu einer zweijährigen Bewährungszeit (Probation) verurteilt, unter der Bedingung, dass er während dieser Zeit als Arzt praktizierte. Nach dem Praktikum zog Murphy nach Kalifornien und arbeitete sechs Jahre in einer Klinik für Wanderarbeiter unter der Leitung der Bürgerrechtsaktivisten César Chávez und Dolores Huerta. Nach einigen Jahren in Iowa zog die Familie nach Mosambik, um dort moderne medizinische Methoden in den ländlichen Gebieten zu etablieren. Nach drei Jahren mussten sie aufgrund der gefährlichen politischen Situation wieder nach Iowa zurückkehren. Zwei Jahre betrieb Murphy hier mit einem Freund eine Hausarztpraxis, von 1984 bis 1998 hatte er dann eine eigene Praxis. Zeitweise praktizierte Murphy auch in Laos und Nicaragua. Als Aktivist unterstützte er in den USA die damals umstrittene Abgabe von Methadon an Heroinsüchtige und eröffnete dafür eine Suchtklinik. Daneben war er Sportarzt bei den UNI Panthers.
1998 entschloss Murphy sich, nach Osttimor zu gehen, um den Menschen dort zu helfen. Sein Gepäck bestand nur aus Kleidung, Toilettenartikeln, einem Stethoskop und einem Basketball. Er hatte keine Pläne, zurückzukehren. Bis dahin hatte Osttimor 23 Jahre indonesische Besatzung und Guerillakrieg erlebt. In der letzten Gewaltwelle vor Abzug der Besatzer 1999 wurden große Teile der Infrastruktur des Landes zerstört, einschließlich eines Großteils der medizinischen Einrichtungen. Als einziger nicht-indonesischer Arzt im Land gründete Murphy am 26. September 1999 für mittellose Patienten in einer ehemaligen indonesischen Militärklinik die Bairro Pité Clinic im gleichnamigen Viertel der Landeshauptstadt Dili.
Die Klinik versorgte 2015 täglich schätzungsweise 200 bis 300 Patienten. Die Klinik hatte zu dieser Zeit 80 Mitarbeiter, darunter einen weiteren leitenden Arzt, 40 Krankenschwestern und 20 Hebammen. Finanziert wird die Arbeit vollständig aus Spenden. Unterstützung kommt von der australischen Australian Foundation for the Peoples of Asia and the Pacific (AFAP). Die monatlichen Kosten betragen etwa 50.000 US-Dollar. Murphy selbst arbeitete unentgeltlich und lebte von seiner Rente. Durchschnittlich half Murphy bei hundert Geburten pro Monat. Unter den Krankheiten, die hier behandelt werden, sind zum Beispiel Tuberkulose und AIDS.
Am 14. April 2020 starb Murphy in Dili an einem Herzstillstand. Noch am Tag seines Todes hatte er Patienten in seiner Klinik behandelt. In den Monaten zuvor gab es Gespräche, wie die Klinik weitergeführt werden kann, wenn Murphy sich zur Ruhe setzen würde. Ein neues Team wurde dafür aufgestellt. Murphy wurde auf dem Friedhof von Becusi beerdigt.

## Privates

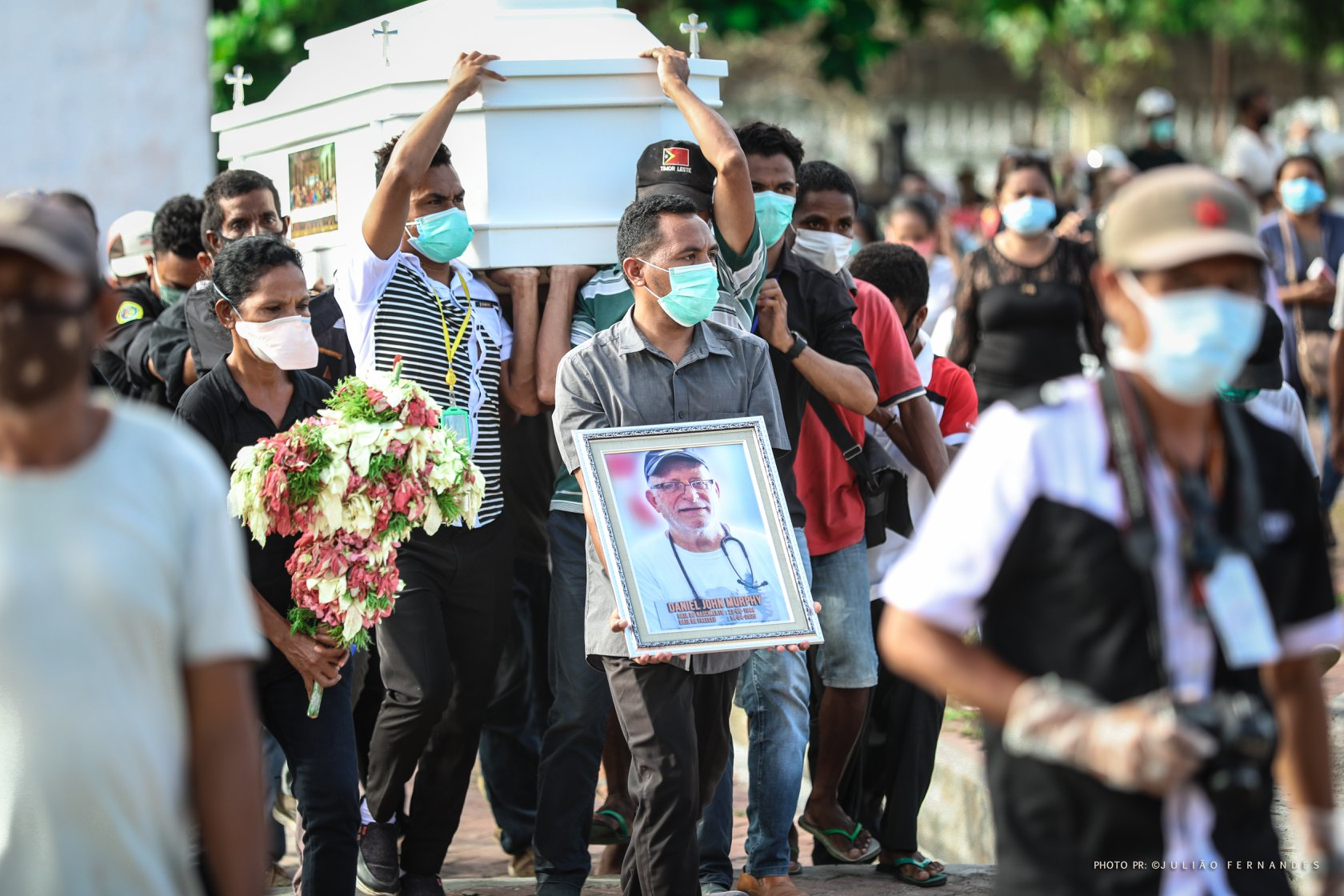
Begräbnis von Dr. Dan Murphy. Aufgrund der Furcht vor der COVID-19-Pandemie tragen die Teilnehmer Schutzmasken

Murphy heiratete in Kalifornien seine Freundin Janet, die er während des Medizinstudiums kennengelernt hatte. Das Paar bekam zwei Söhne: Liam (geboren 1974) und Connor (1977). Das Ehepaar trennte sich in den 1990er-Jahren. Dan Murphy war auch nach seinem Studium ein begeisterter Basketballspieler. Im Vorwort zu seiner Autobiographie Breakaway bezeichnet sein Sohn Liam Basketball und Medizin als die beiden roten Fäden seines Lebens.

## Auszeichnungen
2009 wurde Murphy für seine Verdienste mit der Medalha de Mérito ausgezeichnet. Außerdem war er Träger des Sérgio-Vieira-de-Mello-Preises.
Am Tag seines Begräbnisses, am 16. April 2020, wurde Murphy postum die Medaille des Ordem de Timor-Leste verliehen.

## Veröffentlichungen
- Breakaway, 2015, Autobiographie, ISBN 978-1-5056-9470-3